# Vermo

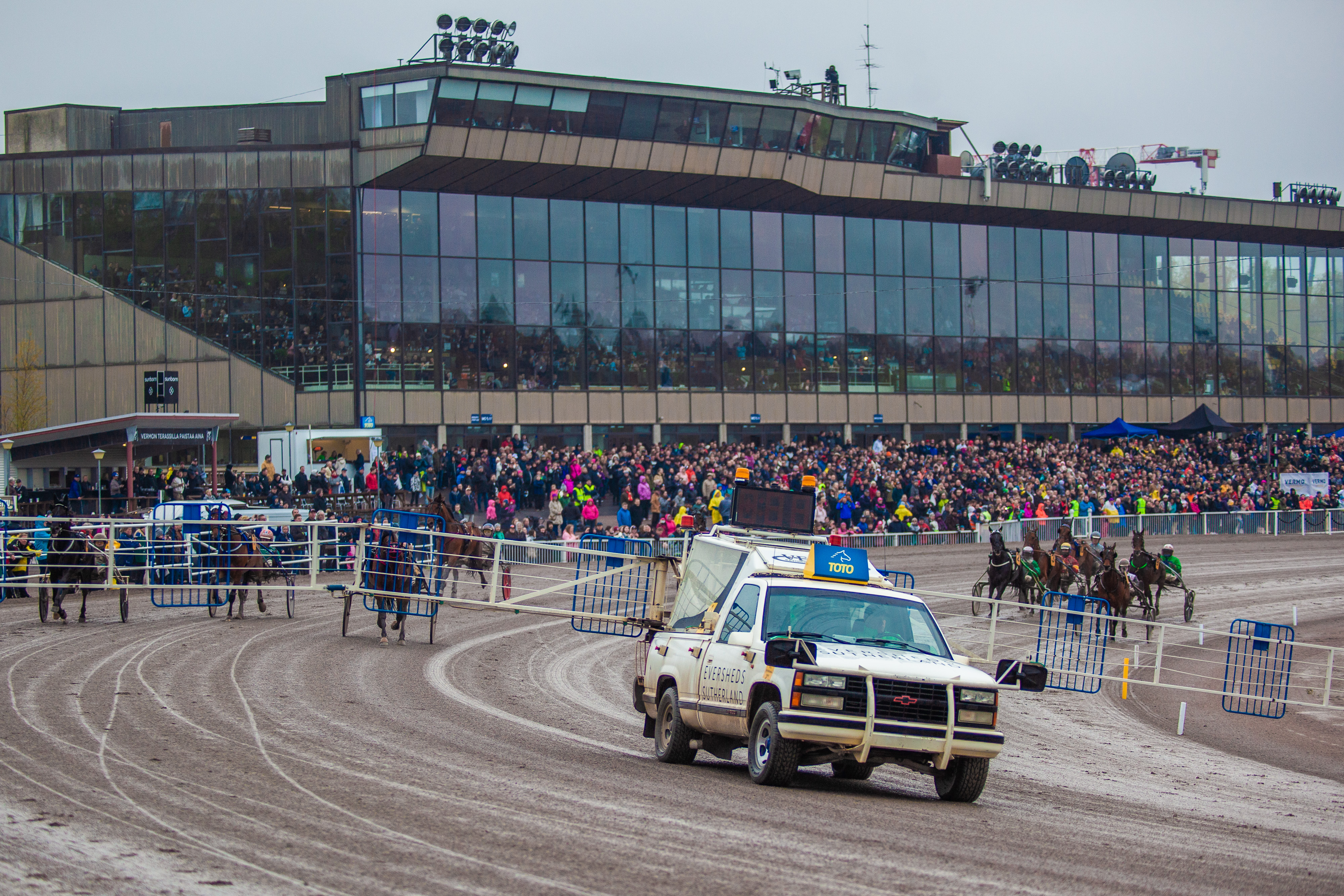
Vermo travbana

Vermo [värrmå] (på finska också Vermo) är ett delområde i stadsdelen Alberga i Esbo stad. Området ligger mellan Kustbanan och Åboleden vid kommungränsen mot Helsingfors. 
Vermo är mest känt för sin travbana. I området finns också ett värmekraftverk, en tankstation för gas samt några bostadsbyggnader. Den numera stängda Storhoplax avstjälpningsplats låg delvis i Vermo. Största delen av Vermo består av låglänt lermark och kan lätt översvämmas, varför en stor del av området inte lämpar sig för byggande. 